# Mojca Menoni
Mojca Menoni Sikur, slovenska violinistka, * 16. november, 1976.
Diplomirala je na Akademiji za glasbo v Ljubljani v razredu prof. Dejana Bravničarja in končala specializacijo pri prof. Vasiliju Meljnikovu na isti ustanovi. V času študija je dvakrat prejela študentsko Prešernovo nagrado, in sicer za solistični nastop z orkestrom ter za izjemne dosežke na področju komorne glasbe. Izpopolnjevala se je na mojstrskih tečajih violine in komorne igre pri profesorjih Igorju Ozimu, Christianne Hutcap, V. Snitilu, H. Meyerju, Pavlu Vernikovu, C. Chouu ter D. Schwarzberg. Mojca Menoni Sikur je vodja drugih violin v Simfoničnem orkestru RTV Slovenija, članica Komornega orkestra solistov DSS in članica Klavirskega tria Ars Musica.